# Strijkmolen L
Strijkmolen L is een omstreeks 1627 in Rustenburg gebouwde strijkmolen, die in 1838 is voorzien van een vijzel. De molen is een rietgedekte achtkantige molen van het type grondzeiler met een oudhollands wiekenkruis. De molen is, zoals meer Noord-Hollandse poldermolens, een binnenkruier. Strijkmolen L is voorzien van een Vlaamse blokvang. Naast de molen staan twee andere molens, te weten Strijkmolen K en Strijkmolen I. In de molen bevindt zich een woning; de vijzel en spil zijn verwijderd en de waterlopen zijn gedempt nadat in 1941 het boezempeil van beide boezems werd gelijkgetrokken, waarmee de molen zijn functie verloor.
In 2011 is de molenbiotoop flink verbeterd: bomen en struiken in de omgeving zijn gekapt. Tevens is de oude boezem deels gereconstrueerd, waardoor de omgeving een oorspronkelijker aanzien heeft gekregen.
Strijkmolen L is sinds 2000 eigendom van de Stichting Schermer Molens, in 2014 opgegaan in de Schermer Molens Stichting en is niet te bezoeken.
Strijkmolens:
Strijkmolen B ·
Strijkmolen C ·
Strijkmolen D ·
Strijkmolen E ·
Ambachtsmolen ·
Strijkmolen I ·
Strijkmolen K ·
Strijkmolen L

Poldermolens:
Bosmolen ·
Hargermolen ·
Groetermolen ·
De Grebmolen ·
Slootgaardmolen ·
Poldermolen Waarland ·
Molen D / Oosterdel ·
Molen A ·
Sluismolen ·
Damlandermolen ·
Philisteinse Molen ·
Wimmenumer Molen ·
Geestmolen ·
Robonsbosmolen ·
De Viaan ·
De Eendracht

Korenmolens:
De Groot ·
Kijkduin (Schoorl) ·
't Roode Hert -
De Gouden Engel -
De Otter (Oterleek)

Molenstichting Alkmaar